# 920型醫院船
920型醫院船（北约代号：安慰級），是中國人民解放軍海軍於2007年自主设计及建造装备的醫院船。目前三艘现役，首舰866号和平方舟号（服役之初曾被命名为岱山岛号），2008年12月入列中国海军。之后新建了两艘：867号丝路方舟号，2024年入列解放军海军；一艘868号吉祥方舟号，2025年5月19日公开亮相。
截至2023年7月，和平方舟号先后到访43个国家和地区，提供人道主义医疗服务25万余人次，实施手术1,500多例，总航程26万余海里，获集体一等功2次，2019年，中宣部授予该船“时代楷模”称号。

## 医疗能力
和平方舟医疗设施完备，装备先进，船上有電腦斷層掃描室、數碼X光攝影室、特诊室、特检室、牙科诊疗室、眼耳鼻喉诊室、化驗設施實驗室、药房、血库、制氧站、中心负荷吸引真空系统和压缩空气系统等医疗系统，共有217种、2,406（台）套；配備设有12个手术室和多个护士站；设有重症監護病房20張床、重伤病房109张床、烧伤病房67张床、普通病房94张床、隔离病房10张床等各类型的床約300张；船上设有远程医疗会诊系统；配有特殊规格的电梯3部，供伤员转运使用。此外，亦設有日常生活的设施，包括洗衣房、健身房、理发室、图书馆和餐廳等，相当于陆上三甲医院。
飞行甲板面积近千平方米，可以供予多种型号的直升机起降，现配備一架直-8。

## 歷史
2009年10月20日，和平方舟从上海起航执行“医疗服务万里海疆行”任务，从黄海到南沙永暑礁历时40余天、途经18个岛礁港点，为八千多名驻岛军民提供医疗服务。
2010年8月31日，本医院船从浙江舟山起航，前往亚丁湾海域及吉布提、肯尼亚、坦桑尼亚、塞舌尔及孟加拉等亚非五国执行和谐使命-2010医疗服务任务。这是中国医院船首次赴中國国外执行巡诊及医疗服务任务。历时88天，总航程為17,800海里，於同年11月29日上午驶抵舟山，428名官兵回归。
2013年11月，菲律宾遭受海燕强台风袭击，受灾严重，和平方舟受命驰援菲律宾，连续工作16天，共接诊伤病员2,208人，手术44例，检测了21个灾民点的25处水源水质，为2,600余名灾民送医送药。
2014年，和平方舟參與美國主導的環太平洋軍事演習和仁慈號醫療艦聯演人道救援科目。2017年，進行環非洲航行，首站到達斯里蘭卡訪問並提供醫療服務，之後將前往吉布提的中國海外整補基地。
2020年7月29日，中央军委主席习近平签署通令，给海军“和平方舟”号医院船记一等功。
2013年和2022年11月，和平方舟曾两次访问印度尼西亚，并为当地百姓提供义诊。
2024年7月10日，丝路方舟号前往南沙群岛及华南沿海岛屿进行医疗巡诊等工作，是服役以来首次任务。

## 其他
2021年中國中央電視台播放的電視劇《和平之舟》，就是根據海军“和平方舟”号医院船执行国际人道主义医疗服务和救援任务先进事迹改编。

### 引用
1. ↑  . 亚太日报. 2013-11-26  [2020-07-29]. （原始内容存档于2013-11-27）.
2. ↑  . February 19, 2020  [2022-12-02]. （原始内容存档于2022-11-12）.
3. ↑  . 人民海军. 2022-06-21  [2022-06-22]. （原始内容存档于2022-06-21）.
4. ↑  . 新华网. 2019-09-21  [2023-09-11]. （原始内容存档于2023-09-11）.
5. ↑  . www.xinhuanet.com.   [2024-11-14].
6. ↑  中時新聞網. . 中時新聞網. 2025-05-23  [2025-05-26] （中文（臺灣））.
7. ↑  黎云; 徐巍. . 中华人民共和国国防部. 2023-07-03  [2023-09-11]. （原始内容存档于2023-09-11）.
8. 1 2  廉颖婷. . 人民网. 2019-12-12  [2023-09-11]. （原始内容存档于2022-10-20）.
9. 1 2  陈劲松. . 光明日报. 2019-12-12  [2023-09-11]. （原始内容存档于2022-10-20）.
10. ↑  . news.ifeng.com.   [2020-07-29]. （原始内容存档于2020-07-20）.
11. ↑  .   [2017-08-08]. （原始内容存档于2019-02-15）.
12. ↑  . 中华人民共和国国防部. 2020-07-29  [2020-07-29]. （原始内容存档于2020-08-20）.
13. ↑  孙飞. . 解放军报. 2022-12-09  [2023-01-30]. （原始内容存档于2023-01-30）.
14. ↑  刘京京. . military.cctv.com.   [2024-11-14]. （原始内容存档于2024-08-11）.
15. ↑  世界新聞網. . 世界新聞網.   [2024-11-14]. （原始内容存档于2025-01-18） （中文（臺灣））.